# Massacre de la Saint-Brice
Le massacre de la Saint-Brice se déroule le 13 novembre 1002, jour de la fête de saint Brice, lorsque le roi anglais Æthelred le Malavisé ordonne le massacre de tous les Danois du royaume d'Angleterre.

## Contexte et déroulement
La Chronique anglo-saxonne rapporte sous l'année 1002 que le roi Æthelred le Malavisé craint que les Danois établis en Angleterre ne complotent pour le tuer et s'emparer du royaume. Il ordonne par conséquent leur massacre, qui prend place le jour de la Saint-Brice, c'est-à-dire le 13 novembre,.
Une charte émise par Æthelred en 1004 offre une description des événements qui se sont déroulés à Oxford deux ans plus tôt. Elle raconte comment les Danois de la ville se réfugient dans l'église Sainte-Frithuswith pour échapper à la mort. Les habitants de la ville sont incapables de les en déloger et finissent par mettre le feu au bâtiment pour les tuer.
Il est impossible d'estimer le nombre de victimes du massacre. L'historien Levi Roach note qu'il serait inapproprié de parler de nettoyage ethnique au sens moderne du terme. Les Anglais ne disposent clairement pas des moyens nécessaires pour mener à bien l'éradication de toutes les personnes d'origine danoise vivant dans le pays, et ce n'est probablement pas l'intention de l'ordre d'Æthelred. Ce dernier semble viser plus spécifiquement les mercenaires auxquels le pouvoir a fait appel lors des années précédentes pour lutter contre les raids vikings.
Une tradition tardive veut que la princesse danoise Gunhilde ait fait partie des victimes du massacre, ce qui aurait incité son frère Sven à la Barbe fourchue à envahir l'Angleterre sous prétexte de vengeance dans les années suivantes. Ce récit n'apparaît qu'avec Guillaume de Malmesbury, qui écrit un siècle après les faits.  Roach suggère qu'il faut le considérer avec prudence.

## Possibles traces archéologiques
Deux fosses communes découvertes dans les années 2000 pourraient être liées au massacre de la Saint-Brice. La première, sur le site de l'actuel St John's College de l'université d'Oxford, contenait 34 squelettes et la seconde, à Ridgeway Hill près de Weymouth dans le Dorset, en contenait une cinquantaine.